# Кулев, Илиодор Анатольевич
Илиодор Анатольевич Кулев — советский хозяйственный, государственный и политический деятель.

## Биография
Родился в 1910 году. Член КПСС.
С 1936 года — на хозяйственной, общественной и политической работе. В 1936—1990 гг. — хозяйственный работник в тяжелой промышленности и энергетике СССР, заместитель министра ОАР по делам Асуанской высотной плотины, председатель Федерации тенниса СССР, заместитель Председателя Государственного комитета СССР по внешним экономическим связям, почётный председатель Федерации тенниса СССР.
Умер в Москве в 1997 году. Похоронен на Кунцевском кладбище.